# Vinzenz Dittrich
Vinzenz Dittrich (Gigerl) (ur. 23 lutego 1893, Austro-Węgry, zm. 25 stycznia 1965, Austria) – austriacki piłkarz, grający na pozycji obrońcy, trener piłkarski.

## Kariera piłkarska

### Kariera klubowa
W 1912 roku rozpoczął karierę piłkarską w klubie Rapid Wiedeń. W 1925 przeszedł do ASV Hertha Wien, w którym występował do 1926 roku, po czym zakończył karierę.

### Kariera reprezentacyjna
W latach 1913–1923 bronił barw reprezentacji Austrii. Ogółem rozegrał 16 meczów i strzelił 1 gola.

## Kariera trenerska
Karierę szkoleniowca rozpoczął w 1930 roku. Od sierpnia 1930 do sierpnia 1931 prowadził reprezentację Litwy. W latach 1931–1933 trenował SC Hakoah Wien. Od 1933 do 1935 pracował jako główny trener Olympique Marsylia, a potem trenował kluby DSV Saaz, FC Nordstern Basel, FC Mulhouse, Hamborn 07 i SC Helfort. W końcu 1940 stał na czele ŠK Bratislava, z którym w następnym sezonie zdobył mistrzostwo kraju.
Po II wojnie światowej był trenerem drugoligowego 1. Schwechater SC, pracował w Luksemburgu i nadzorował w latach 1947–1949 Wiener Neustädter SC. W latach 50. XX wieku pracował z reprezentacjami Syrii i Libanu.
25 stycznia 1965 roku zmarł w wieku 71 lat.

## Sukcesy i odznaczenia

### Sukcesy piłkarskie
Rapid Wiedeń
- mistrz Austrii: 1913, 1917, 1919, 1920, 1921, 1923
- zdobywca Pucharu Austrii: 1919, 1920

### Sukcesy trenerskie
Łotwa
- mistrz Baltic Cup: 1930

Olympique Marsylia
- zdobywca Pucharu Francji: 1935
- finalista Pucharu Francji: 1934

ŠK Bratislava
- mistrz Słowacji: 1941